# Möglenz
Möglenz ist ein an der Grünen Heide gelegener Ortsteil der Stadt Bad Liebenwerda im südbrandenburgischen Landkreis Elbe-Elster und liegt sechs Kilometer südwestlich der Stadt. Der Ort gehörte bis zur Eingemeindung im Jahr 1993 zum Landkreis Bad Liebenwerda und besitzt 360 Einwohner.

## Geschichte

Möglenz auf einer geschichtlichen Karte des Kreises Liebenwerda (1910).

Möglenz ist ein reines Angerdorf und war wohl ursprünglich eine slawische Ortsgründung. Die urkundliche Ersterwähnung erfolgte im Jahr 1243 als Mogelenc.
Der Name des Ortes wird vom slawischen mogyla (Erd- oder Grabhügel) abgeleitet. In Abgrenzung zum nahe gelegenen Ort Lausitz, welcher als Lužica (Bach in der Sumpfniederung) bezeichnet wurde, könnte Mogyl- nica als Bach im hügeligen Gelände verstanden werden.
Der Ort bestand früher aus zwei Teilen, was sich darin äußerte, dass jeder Teil seinen eigenen Ortsrichter besaß. Die Bewohner von Möglenz betrieben seit jeher Ackerbau und Viehzucht.
1343 verkaufte Botho von Ileburg, Stadtherr zu Liebenwerda, seinen Teil des Dorfes an das Kloster Güldenstern in Mühlberg. Dieser westliche Ortsteil musste fortan seine Steuern, Abgaben und Dienste nach Mühlberg leisten, während der östliche Ortsteil weiter dem Amt Liebenwerda unterstellt war. 1337 bezeichnete man den Ort als Mogelencz und 1346 als Mogelentz.
1540 wurde der Ort als Filiale von Saxdorf genannt. Von 1559 bis 1570 gehörte der Ort zum Bistum Meißen. 1601 brannte die erste Kirche im Dorf ab.
Im Jahre 1637 verzeichnete man in Möglenz infolge des Dreißigjährigen Krieges viele wüste Güter. 1647 entstand die erste Mühle im Ort und bereits 1673 wurde die erste Schule des Ortes errichtet. 1709 brach im Rittergut ein großes Feuer aus, welches 14 Güter nebst Scheunen verbrannte. Infolge Wassermangels brannte 1817 fast das ganze Dorf. Diesem Brand fielen 40 Häuser, Scheunen sowie die Kirche zum Opfer, welche in den Jahren 1819 bis 1820 durch Spenden wieder errichtet wurde und bis heute erhalten geblieben ist.
1835 gab es im Ort 51 Häuser, 291 Einwohner mit 80 Pferden, 242 Rinder, 298 Schafe und 62 Schweine.
Im Ersten Weltkrieg fielen 25 Einwohner und im Zweiten 28 Menschen aus Möglenz.
Am 23. April 1945 marschierte die Rote Armee in Möglenz ein.
Am 6. Dezember 1993 wurde Möglenz in die Stadt Bad Liebenwerda eingemeindet.

### Weitere historische Daten
- 1953 Gründung der LPG Roter Stern
- 1954–55 Bau des Kindergartens (Erntekindergarten) mit Wohnung
- 1964 Gründung der Sportgemeinschaft Möglenz
- 1970 Fertigstellung des Feuerwehrhauses und Erneuerung der Dorfkirche
- 1973 Bau des Sportlerheims
- 1976–1977 Neubau des Kindergartens und Umbau der Kinderkrippe
- 1992 Umsetzung und Erneuerung des Denkmals für die Opfer der Kriege

### Bevölkerungsentwicklung
| 1875 | 470 |  | 1946 | 563 |  | 1989 | 443 |
| 1890 | 460 |  | 1950 | 575 |  | 1990 | 439 |
| 1910 | 450 |  | 1964 | 509 |  | 1991 | 435 |
| 1925 | 447 |  | 1971 | 490 |  | 1992 | 429 |
| 1933 | 442 |  | 1981 | 466 |  |      |     |
| 1939 | 417 |  | 1985 | 457 |  |      |     |